# 9999 (liczba)
9999 (dziewięć tysięcy dziewięćset dziewięćdziesiąt dziewięć) – liczba naturalna następująca po 9998 i poprzedzająca 10000.

## W matematyce
- 9999 można wykorzystać jako dzielnik do wygenerowania 4-cyfrowych powtórzeń dziesiętnych. Na przykład 1234/9999 = 0,123412341234...
- 9999 to liczba Kaprekara[1].
- 9999 to ostatnia czterocyfrowa liczba całkowita.
- 9999 jest palindromem.
- 9999 jest repdigitem w systemie dziesiętnym.

## W innych dziedzinach
9999 to liczba pomyślna w chińskim folklorze. Wiele szacunków dotyczących pomieszczeń w Zakazanym Mieście wskazuje na 9999. Chińskie kontrakty na grobowce często obejmowały bycie pochowanym z 9999 monetami, praktykę związaną z papierem Jossa, ponieważ wierzono, że zmarli potrzebowali tej kwoty, aby kupić miejsce pochówku od bogini – Matki Ziemi.
9999 to także numer telefonu alarmowego w Omanie.